# Stamser Friedens-Erklärung
Die Stamser Friedens-Erklärung ist eine am 1. Oktober 2006 in der Tiroler Gemeinde Stams verabschiedete interreligiöse Deklaration zum integrativen Potential von religiösen Traditionen. Das Dokument ging aus dem Symposium "Erstes Friedensforum Mösern – Telfs – Stams" hervor, welches vom 29. September bis 1. Oktober 2006 in Mösern, Telfs und Stams tagte. Die Veranstaltung und die daraus resultierende Erklärung wurde von jüdischen, christlichen, buddhistischen sowie muslimischen Vertretern geplant, ausgetragen und unterzeichnet.

## Intention
Zielrichtung der Deklaration ist, die Grenzen zwischen religiösen Anschauungen zu überschreiten und die gesellschaftliche Rolle der Religionen für die Zukunft hervorzuheben. Dabei wird besonders der grundsätzliche Friedensappell aller Religionen und eine Kultur der interreligiösen Gastfreundschaft betont. Um die bleibende Verpflichtung dieser Erklärung zu symbolisieren, wurde im Garten des Stiftes Stams eine Friedenseiche gepflanzt. 2009 bekräftigte man diesen Aufruf.
Die Erklärung erhebt das Postulat:

„... Vorurteilen, Diskriminierungen, Verzerrungen und Dämonisierungen der Anderen vor allem im gesellschaftlichen und politischen Kontext entschieden entgegen zu treten, die Kultur der Gastfreundschaft und Achtsamkeit im Alltag zu pflegen und zu stärken, und die Gewalt im Namen der Religion zu verurteilen, von welcher Seite sie auch immer kommt.“

## Rezeption
Bei den offiziellen Religionsvertretern stieß die Deklaration auf positives Echo. Darunter sind zu nennen:
- Luise Müller, evangelisch-lutherische Theologin, Superintendentin der evangelischen Kirche in Salzburg und Tirol
- Samir Rezepovic, Erster Imam der Islamischen Religionsgemeinde von Tirol und Vorarlberg
- Thomas Lipschütz, Vorstandsmitglied der Israelitischen Kultusgemeinde für Tirol und Vorarlberg
- Gerhard Weißgrab, Präsident der Österreichischen Buddhistischen Religionsgesellschaft
- Manfred Scheuer, Bischof der Diözese Innsbruck